# Oetwil an der Limmat
Oetwil an der Limmat es una comuna suiza del cantón de Zúrich, situada en el distrito de Dietikon. Limita al norte con las comunas de Hüttikon, Dänikon y Dällikon, al este con Weiningen, al sureste con Geroldswil, al sur con Dietikon, y al oeste con Spreitenbach (AG) y Würenlos (AG).